# Токаренко Михайло Кузьмич
Миха́йло Кузьми́ч Токаре́нко (4 лютого 1919 — 3 березня 1984) — радянський військовий льотчик часів Другої світової війни, генерал-майор авіації. Герой Радянського Союзу (1945).

## Життєпис
Народився 4 лютого 1919 року в слободі Білий Колодязь Вовчанського повіту Харківської губернії (нині — селище міського типу Вовчанського району Харківської області), в родині службовця. Росіянин. На початку 1930-х років родина переїздить до Ашхабаду (Туркменістан), де М. К. Токаренко закінчив 7 класів школи і поступив до Ашхабадських машинно-тракторних майстерень учнем. Одночасно навчався в місцевому аероклубі. Після закінчення аероклубу залишений при ньому льотчиком-інструктором.
У 1936 році направлений на навчання до Балашовської авіаційної школи ЦПФ, яка у 1939 році була перетворена на військову. У лавах РСЧА з 1939 року. Після закінчення школи залишений при ній льотчиком-інструктором.
З початком німецько-радянської війни у серпні 1941 року направлений в діючу армію. Воював на Західному, Степовому, 2-му та 1-му Українських фронтах. Член ВКП(б) з 1942 року.
Бойовий шлях розпочав у складі нічного бомбардувального авіаційного полку. На біплані Р-5 молодший лейтенант М. К. Токаренко здійснив 85 бойових вильотів на бомбардування ворога. 11 січня 1942 року одержав важке поранення в голову. Після одужання домігся переводу у винищувальну авіацію. За короткий термін оволодів винищувачем Як-1 і з грудня 1942 року — льотчик-винищувач. З 1943 року — командир ескадрильї 516-го (з 05.02.1944 року — 153-го гвардійського) винищувального авіаційного полку.
До січня 1945 року штурман 153-го гв. вап гвардії капітан М. К. Токаренко здійснив 332 бойових вильоти, з них 117 — на винищувачі, провів 47 повітряних боїв, у яких збив 18 літаків супротивника. Всього ж до кінця війни здійснив 465 бойових вильотів, у 50 повітряних боях збив 20 літаків супротивника.
Після закінчення війни продовжив військову службу в частинах ВПС СРСР, літав на реактивних літаках. У 1952 році закінчив Вищі льотно-тактичні курси. У 1963 році генерал-майор авіації М. К. Токаренко вийшов у відставку.
Мешкав у Дніпропетровську, де й помер 3 березня 1984 року. Похований на Алеї Героїв Запорізького кладовища.

## Нагороди
Указом Президії Верховної Ради СРСР від 10 квітня 1945 року «за зразкове виконання бойових завдань командування на фронті боротьби з німецькими загарбниками та виявлені при цьому відвагу і героїзм», гвардії капітанові Токаренку Михайлу Кузьмичу присвоєне звання Героя Радянського Союзу з врученням ордена Леніна і медалі «Золота Зірка» (№ 6086).
Також нагороджений трьома орденами Червоного Прапора (22.07.1943, 19.03.1944, …), орденами Олександра Невського (25.04.1945), Вітчизняної війни 1-го ступеня (01.10.1943), двома орденами Червоної Зірки (…) і медалями.